# 완두
완두(豌豆, 학명: Pisum sativum)는 콩과에 딸린 한해살이 또는 두해살이 식물이다. 원산지는 지중해 연안으로 고대부터 재배되었으며 멘델이 실험에 이용한 것으로 유명하다.
완두는 덩굴식물로 줄기는 유연하고 길이가 185cm 정도로 길다. 높이 2m 정도이고 잎은 겹잎이며 잎 끝은 덩굴손으로 되어 지주를 감아 올라가면서 자란다. 잎겨드랑이에서 꽃대가 나와 1-2개씩의 접형화가 핀다. 꽃은 백색·적색·자주색 등이며 늦은 봄에 핀다. 꼬투리에는 1-12개의 종자가 들어 있다.
완두는 10월 중순에서 11월 중순에 파종하여 이듬해 4-6월에 수확하는 보통재배법이 있다. 주로 남부의 2모작 지대에서 많이 재배하며, 9월에 파종하여 12-3월에 수확하는 촉성 재배법, 5-6월에 파종하여 초가을에 수확하는 억제재배법의 3가지 재배방식이 있다. 이른 봄에 씨를 심어 45-125일 후에 수확한다.

## 종류
완두 종류는 크게 붉은완두와 보통완두라고 하는 종류로 나눌 수 있다. 붉은완두의 씨는 매끈하고 단단하며, 색깔이 녹색, 노란색, 흰색, 회색, 파란색, 갈색, 점박이 등으로 다양하다. 씨가 노란색과 녹색인 품종은 씨를 까서 수프용으로 판매한다. 다른 품종들은 신선한 목초로 사용하거나 건초, 엔실리지로 만든다. 완두 종은 씨가 일반적으로 녹색을 띠며, 표면이 매끈한 몇몇 품종을 빼고는 대부분 쭈글쭈글하다. 이 종은 붉은완두보다 맛이 달콤하고 부드럽기 때문에 더 많이 재배된다.

## 외관

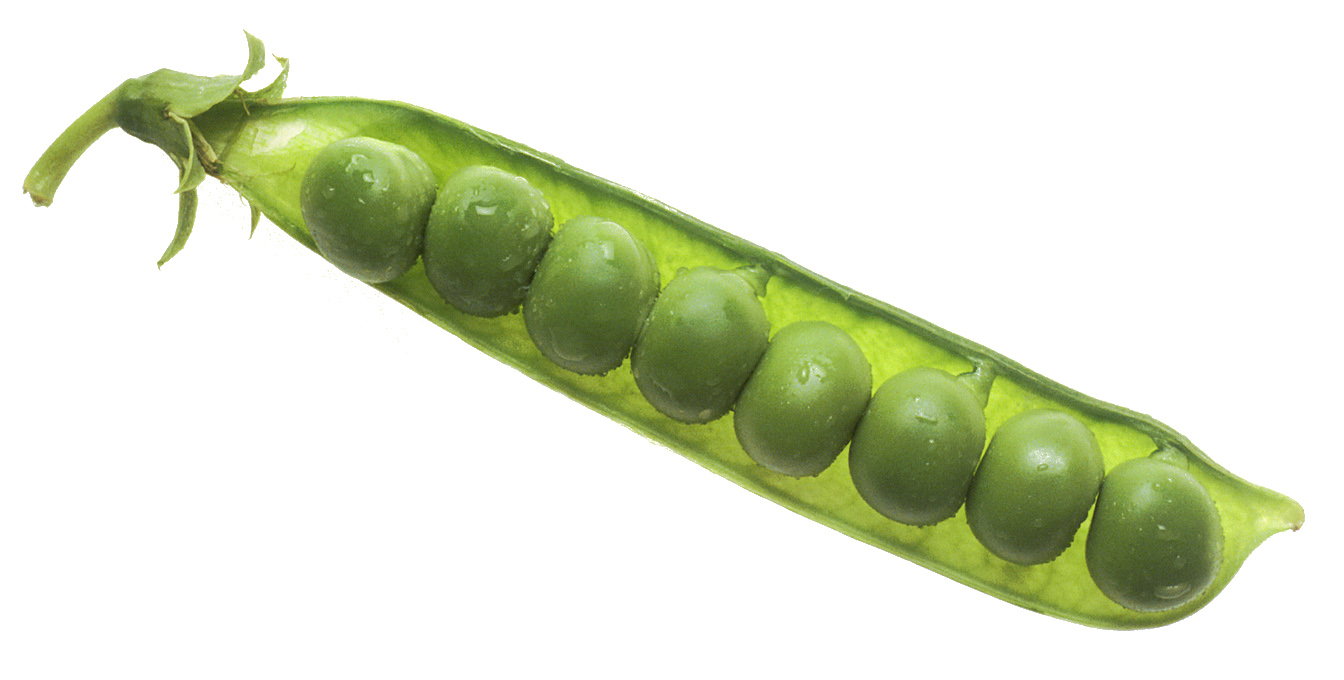

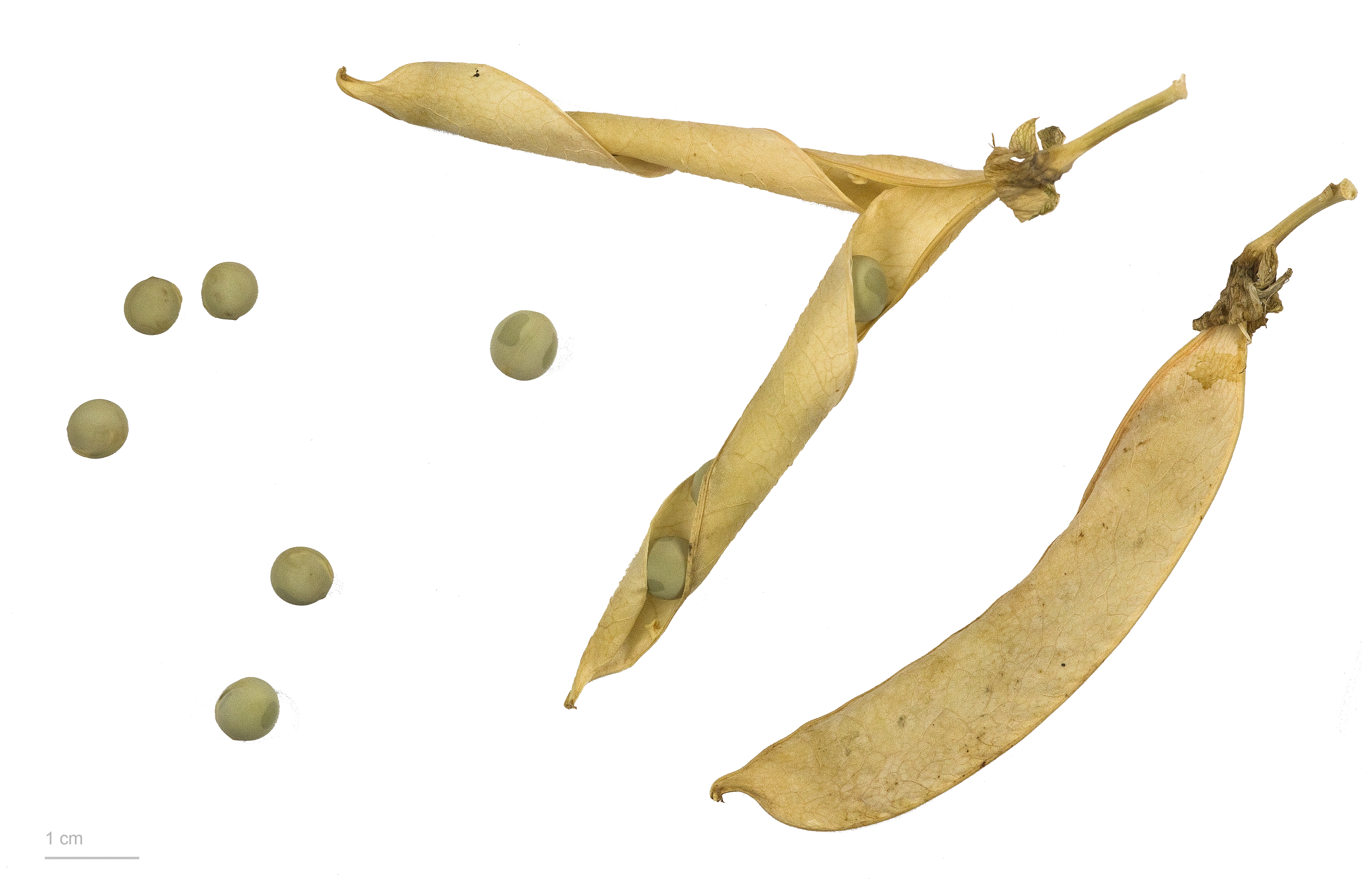
Pisum sativum

완두는 덩굴식물로 줄기의 길이는 120cm정도 된다. 높이 2m 정도이고 잎은 떡잎이 2장, 본잎은 2장, 겹잎은 3-5장이며 잎 끝은 덩굴손으로 되어 지주를 감아 올라가면서 자란다. 잎겨드랑이에서 꽃대가 나와 1-6개씩의 접형화가 핀다. 꽃은 백색·적색·자주색 등이며 늦은 봄에 핀다. 꼬투리에는 1-12개의 종자가 들어 있다.

## 영양
완두의 씨알은 탄수화물이 주성분이며 단백질도 많고 어린 꼬투리에는 비타민도 풍부하다. 팥,강낭콩,호랑이콩처럼 밥에 넣어 먹거나 떡·과자의 고물로도 이용된다. 성숙하기 전의 푸른 씨알은 통조림으로, 어린 꼬투리는 채소로, 잎·줄기는 가축의 사료로 이용한다.

## 같이 보기
- 검은눈콩
- 병아리콩
- 스위트피
- 동부 (식물)

## 참고 자료
- 이 문서에는 다음커뮤니케이션(현 카카오)에서 GFDL 또는 CC-SA 라이선스로 배포한 글로벌 세계대백과사전의 내용을 기초로 작성된 글이 포함되어 있습니다.